# Rotta sui Caraibi
Rotta sui Caraibi (Ship Ahoy) è un film del 1942 diretto da Edward Buzzell.

## Produzione
Il film fu prodotto dalla Metro-Goldwyn-Mayer (MGM) prima dell'entrata in guerra degli Stati Uniti. È conosciuto anche con il titolo di lavorazione I'll Take Manila che venne cambiato in fase di distribuzione per la situazione militare e politica che si stava delineando nel Pacifico.

## Distribuzione
Distribuito dalla Metro-Goldwyn-Mayer (MGM), il film uscì nelle sale cinematografiche statunitensi nel maggio 1942, quando le Filippine erano già cadute in mano dei giapponesi: la destinazione della nave del film venne cambiata e, da Manila, dovette cambiare rotta e dirigersi verso Portorico. Anche una delle canzoni, I'll Take Tallulah prese questo titolo mentre il titolo originale avrebbe dovuto essere I'll Take Manila.